# Ronde van Limburg 2014
Il Ronde van Limburg 2014, sessantatreesima edizione della corsa, valido come evento dell'UCI Europe Tour 2014 categoria 1.1, si svolse il 15 giugno 2014 su un percorso di 199,5 km, con partenza ed arrivo a Tongeren. Fu vinto dall'olandese Mathieu van der Poel in 4h 36' 27" alla media di 43,29 km/h.
Furono 110 i ciclisti completarono la competizione.

## Squadre e corridori partecipanti
| N.    | Cod. | Squadra                      |
| ----- | ---- | ---------------------------- |
| 1-8   | WBC  | Wallonie-Bruxelles           |
| 9-16  | LTB  | Lotto-Belisol                |
| 17-24 | BEL  | Belkin Pro Cycling Team      |
| 25-32 | TSV  | Topsport Vlaanderen-Baloise  |
| 33-40 | WGG  | Wanty-Groupe Gobert          |
| 41-48 | AND  | Androni Giocattoli-Venezuela |
| 49-56 | BKP  | BKCP-Powerplus               |
| 57-64 | SUN  | Sunweb-Napoleon Games        |
| 65-72 | TFC  | Telenet-Fidea                |
| 73-80 | KWS  | Kwadro-Stannah               |
| 81-88 | LDT  | Leopard Development Team     |

| N.      | Cod. | Squadra                          |
| ------- | ---- | -------------------------------- |
| 89-96   | VGS  | Vastgoedservice-Golden Palace    |
| 97-104  | RLM  | Roubaix-Lille Metropole          |
| 105-112 | RDT  | Rabobank Development Team        |
| 113-120 | KOG  | Koga Cycling Team                |
| 121-128 | SGT  | Team Stuttgart                   |
| 129-136 | WIL  | Vérandas Willems                 |
| 137-144 | MET  | Metec-TKH                        |
| 145-152 | RIJ  | Cyclingteam De Rijke-Shanks      |
| 153-160 | PVC  | Parkhotel Valkenburg Continental |
| 161-168 | CIB  | Cibel                            |
| 169-176 | PCW  | T.Palm-Pôle Continental Wallon   |

## Ordine d'arrivo (Top 10)

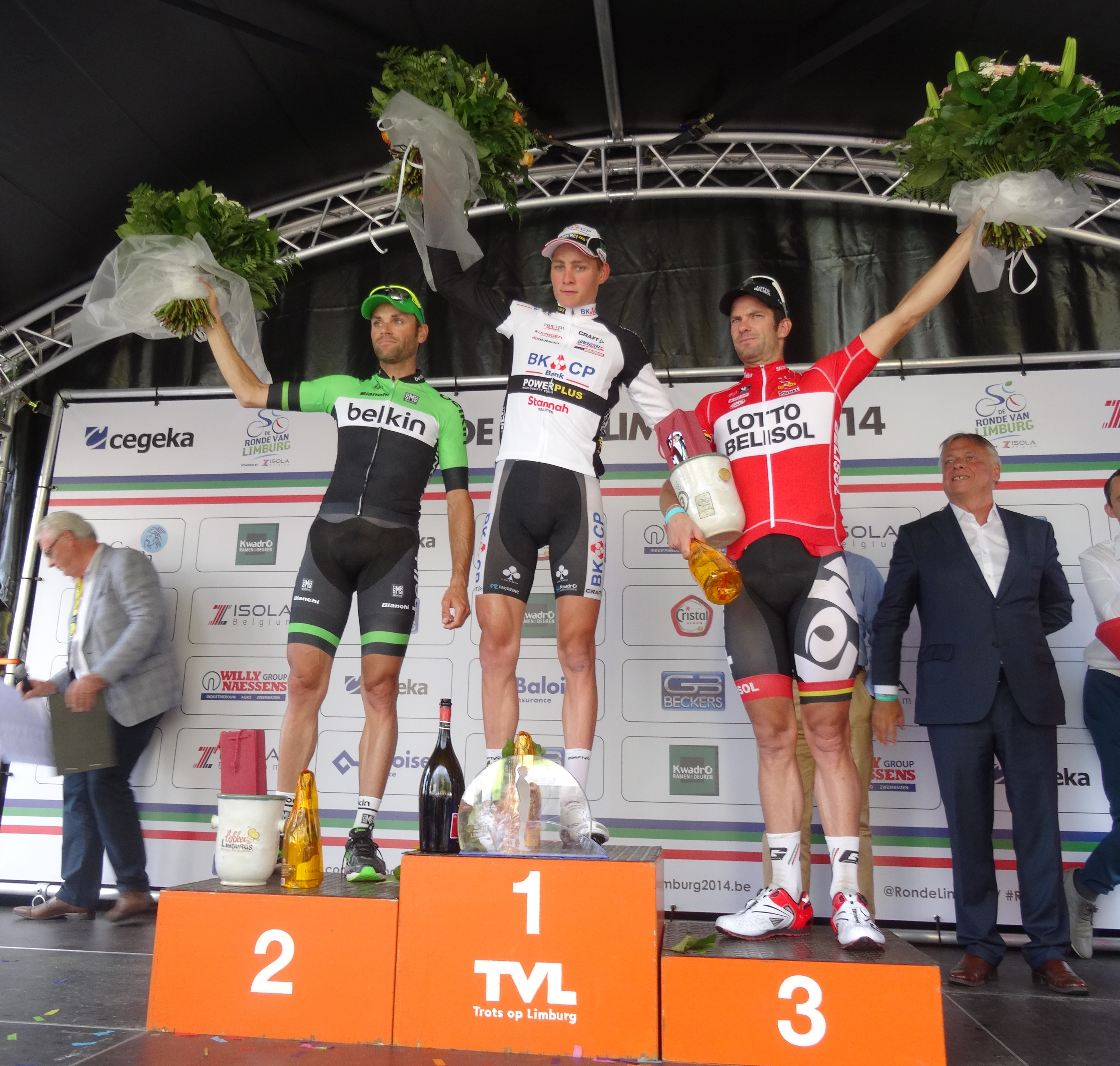
Paul Martens (3º), Mathieu van der Poel (1º) e Greg Henderson (3º).

| Pos. | Corridore            | Squadra   | Tempo    |
| ---- | -------------------- | --------- | -------- |
| 1    | Mathieu van der Poel | BKCP      | 4h36'27" |
| 2    | Paul Martens         | Belkin    | s.t.     |
| 3    | Greg Henderson       | Lotto     | s.t.     |
| 4    | Oliver Naesen        | Cibel     | s.t.     |
| 5    | Michael Van Staeyen  | Topsport  | s.t.     |
| 6    | Jens Debusschere     | Lotto     | s.t.     |
| 7    | Alexander Krieger    | Stuttgart | s.t.     |
| 8    | Baptiste Planckaert  | Roubaix   | s.t.     |
| 9    | Omar Bertazzo        | Androni   | s.t.     |
| 10   | Kenneth Vanbilsen    | Topsport  | s.t.     |